# 糙柱杜鹃
糙柱杜鹃（学名：Rhododendron meridionale var. setistylum）为杜鹃花科杜鹃花属下的一个变种。

## 扩展阅读
- 維基物種上的相關：糙柱杜鹃